# Arte programmata
Arte programmata（アルテ・プログラマータ）は、1962年にオリベッティ社の依頼によりブルーノ・ムナーリおよびジョルジョ・ソアヴィが企画した美術展である。
カタログの編集はウンベルト・エーコが担当した。
アルテ・プログラマータの作家たちの作品は，「Nove Tendencije」の初期フェーズにも大きな影響を与えた。

## 歴史
展覧会は1962年5月15日、ミラノのオリベッティ店舗で開幕し、イタリア国内の他の店舗、すなわちヴェネツィアやローマにおいても再開催されることを意図していた。初期の展示が成功を収めたことを受け、ヨーロッパ各地のさまざまな美術館やギャラリー、さらにはスミソニアン協会の協力のもとでアメリカ合衆国でも巡回展が開催された。展示された作品は、周囲の環境音や来場者との相互作用によって変化するように構想されている。展覧会の巡回地は以下のとおりである。
- Negozio Olivetti di Milano, galleria Vittorio Emanuele (maggio - giugno 1962)
- Negozio Olivetti di Venezia, piazza San Marco (luglio - agosto 1962)
- negozio Olivetti di Roma, piazza Barberini (ottobre 1962)
- Galleria La Cavana, Trieste (dicembre 1962 - gennaio 1963)
- Galleria Göppinger, Düsseldorf (15 giugno - 14 luglio 1963)
- Royal College of Arts, Londra (27 maggio - 11 giugno 1964)
- Florida State University, Tallahassee (17 ottobre - 15 novembre 1964)
- Museum of Art, Columbia (23 gennaio - 21 febbraio 1965)
- Andrew Dickson White Museum of Art, Cornell University, Ithaca (13 marzo - 11 aprile 1965)
- Art Museum, Allentown (1-30 maggio 1965)

1963年には、この展覧会に捧げられた短編映画がモンテ・オリンピーノのスタジオで制作された。

## 参加アーティスト
ミラノでの初回展には、以下のアーティストによる作品が出展された。
- Gruppo T (Giovanni Anceschi, Davide Boriani, Gianni Colombo, Gabriele Devecchi e Grazia Varisco)
- Gruppo N (Alberto Biasi, Ennio Chiggio, Toni Costa, Edoardo Landi e Manfredo Massironi)
- Enzo Mari
- Bruno Munari.

ヴェネツィアおよびローマ、そしてその後の巡回展からは、ゲトゥリオ・アルヴィアーニとフランスのGRAV（視覚芸術研究グループ）に所属するアーティストたちも参加した。